# Marlene Müller
Marlene Müller (* 24. Oktober 2000 in Berlin) ist eine deutsche Fußballspielerin, die seit 2020 für RB Leipzig spielt.

## Karriere

### Vereine
Müller begann das Fußballspielen als Fünfjährige beim Teltower SV, dessen Nachwuchsbereich sie bis 2014 durchlief. Anschließend wechselte sie zu den B-Juniorinnen des 1. FFC Turbine Potsdam, für die sie von 2014 bis 2017 in der Staffel Nord/Nordost der B-Juniorinnen-Bundesliga in insgesamt 38 Punktspielen zum Einsatz kam, in denen sie 17 Tore erzielte. Mit Potsdam erreichte sie dreimal in Folge das Finale um die deutsche B-Juniorinnen-Meisterschaft: Am 30. Mai 2015 wurde Werder Bremen mit 3:1 und am 18. Juni 2016 der FSV Gütersloh 2009 mit 4:2 bezwungen. Am 17. Juni 2017 war sie mit ihrer Mannschaft der U17 des FC Bayern München mit 1:2 unterlegen, wobei sie in der 54. Minute zum späteren Endstand traf.
Zur Saison 2017/18 rückte sie in die zweite Mannschaft auf und bestritt für diese in der Gruppe Nord der seinerzeit zweigleisigen 2. Bundesliga ihre ersten 15 Punktspiele im Seniorinnenbereich. Ihr Debüt gab sie am 9. September 2017 (2. Spieltag) beim 5:1-Sieg im Heimspiel gegen den SV Meppen mit Einwechslung für Melissa Kössler in der 82. Minute. Ihr erstes von vier Saisontoren erzielte sie am 10. Dezember 2017 (10. Spieltag) beim 2:1-Sieg im Auswärtsspiel gegen den BV Cloppenburg mit dem Treffer zum 1:1 in der 27. Minute. In der Folgesaison bestritt sie mit 23 Saisonspielen die meisten, in ihrer letzten Saison erzielte sie mit neun Toren die meisten.
Seit der Saison 2020/21 spielt sie für RB Leipzig. Am Saisonende 2022/23 schloss sie mit ihrer Mannschaft als Zweitligameister ab und stieg mit ihr das erste Mal in die Bundesliga auf. Ihr Debüt gab sie zum Saisonauftakt am 17. September 2023 bei der 1:2-Niederlage im Auswärtsspiel gegen den 1. FC Köln mit Einwechslung für Sandra Starke in der 82. Minute.

### Auswahlmannschaft
Müller kam als Spielerin der U16- und U18-Auswahlmannschaft des Fußball-Landesverbandes Brandenburg von 2016 bis 2017 in insgesamt zehn Turnierspielen um den DFB-Länderpokal an der Sportschule Wedau in Duisburg zum Einsatz.

## Erfolge
- Zweitligameister 2023 und Aufstieg in die Bundesliga
- Deutscher B-Juniorinnen-Meister 2015, 2016